# Bálint László (kémelhárító)
Bálint László (Kistelek, 1940. január 7. –) magyar kémelhárító, történeti kutató, állambiztonsági szakértő.

## Életútja
Apja Bálint Géza kisteleki tanító, anyja Bárdos Ilona óvónő. A szegedi Ságvári Endre Gimnáziumban végzett, továbbtanulását 1956-os szerepvállalása (az egyetemi vörös csillag Tiszába dobása osztálytársaival, nemzetőrnek jelentkezés) miatt megakadályozták. A Betonútépítő Vállalatnál helyezkedett el először segédmunkásként, majd a cég angyalföldi központi gépjavító üzemében edző-hőkezelő szakmunkásként.
1969-ben nyomozónak jelentkezett a BRFK-ra, ahová fel is vették, csakhogy kémelhárítónak osztották be a III/II-A alosztályra. A népgazdaság-védelem területén dolgozott, s noha az osztály egyik legsikeresebb operatív tisztje lett, az MSZMP-alapszervezettel elmérgesedett viszonya következtében 1985-ben pártfegyelmivel leváltották csoportvezetői beosztásából. Sikerült áthelyeztetnie magát a központba, a BM III/II-4-A alosztályra, ahol továbbra is kémelhárítóként dolgozott, de ott az ún. izraeli vonalon. 1995-ben alezredesi rangban, alosztályvezető-helyettesként vonult nyugállományba az NBH-tól.
Történeti kutatóként elsősorban az 1956-os szegedi eseményekkel és szereplőkkel foglalkozik. Eddig tizenhét könyve mellett számos publikációja látott napvilágot, amelyek a Szeged, a Szegedi Műhely, a Havi Magyar Fórum folyóiratokban, illetve a Magyar Fórumban, az Új Emberben és a Magyar Nemzetben jelentek meg.
Állambiztonsági szakértőként a bíróságon is sikeresen segítette többek közt Csurka István MIÉP-elnököt, Kondor Katalin rádióelnököt, Martonyi János politikust, Kárpáti György vízilabdázót.

## Megjelent könyvei
- A forradalom Szegeden és Csongrád megyében. Szeged, 1996
- Földesi Tibor. Szeged, 1998
- Ki kicsoda 1956-ban Szegeden és Csongrád megyében. Szeged, 1999
- 1956 – A forradalom Szegeden. Szeged, 2000
- Lakos Endre. Szeged, 2000
- 1956 Hódmezővásárhelyen. Hódmezővásárhely, 2003
- A megtorlás Szegeden. 2004
- Kováts József. Szeged, 2004
- „Betyár” fedőnevű célszemély. Szeged, 2004
- Különös szervezkedések Szegeden és környékén. Szeged, 2005
- Fedőneve: „Bán László”. Szeged, 2005, Bába
- 1956 – A forradalom Makón. Szeged, 2006, Bába
- Ki kicsoda? 1956-ban a forradalomban és a megtorlásban Szegeden és Csongrád megyében. Szeged, 2006, Bába
- Emberek és esetek (a történelemben). Szeged, 2008, Bába
- A forradalom virradata. A szegedi MEFESZ története. Szeged, 2008, Bába
- Évtizedeim a titkosszolgálatnál. Egy magyar kémelhárító emlékiratai. Bp., 2012, Kárpátia Stúdió
- A kommunista párt öklei. Államvédelmi és állambiztonsági tisztek Szegeden és Csongrád megyében 1944–1990. Bp., 2014, Kárpátia Stúdió
- Hamvas püspök és az ÁVH – Budapest, 2014, METEM
- A Perbíró per (szerk.) – Szeged, 2014. POFOSZ
- Rektor a forradalomban és a megtorlásban (Baróti Dezső) – Érd, 2016
- A 6-os karton (Az „ügynökkártya” aduásza?) – Érd, 2016
- A „bolsevik banzáj” (Állambiztonsági történetek) – Érd, 2017
- "Ellenséges elemek". Nyilvántartottak, megfigyeltek, célszemélyek, meghurcoltak és elítéltek Csongrád megyében, 1945-1990; Tornyai János Múzeum és Közművelődési Központ–Emlékpont, Hódmezővásárhely, 2017 (Emlékpont könyvek)
- A hálózati nyilvántartás szereplői – Az államvédelmi és állambiztonsági hálózat nyilvántartása Szegeden és Csongrád megyében (Töredék) – 1945-1990. Érd, 2017
- Forradalmi történetek – Szegedi és sándorfalvi események – 1956. – Érd, 2017
- Biszku és Benkei állambiztonsági hálózati parancsai.Magyarázatok és értelmezések. (Hálózaton kívüli kapcsolatok) 1958-1990. Érd, 2018
- Üldözők és üldözöttek (a kommunista diktatúrában) – Érd, 2018
- Forradalmi munkástanácsok Szegeden – 1956 – Érd, 2018
- "Különös vágású emberek" (Kommunista pártvezetők Csongrád megyében) 1944-1990. Érd, 2019
- Forradalmi hamisságok (és más tanulmányok) Érd, 2019
- Franyó találkozásai (a titkosszolgálatokkal) Érd, 2019
- Beszélgetés az utolsó gyomai Wagnerral. Érd, 2020
- "Beütve"  ("beütve" = beszervezve). Érd, 2020
- A forradalom dokumentumai. (Szeged, 1956) Érd, 2020
- Frici, a tartótiszt . Érd, 2021.
- Írásaim Csurka lapjában. Érd, 2022.
- Az én ötvenhatom. Érd 2022